# Фалина, Аврора Ивановна
Аврора Ивановна Фалина (15 декабря 1933 г., Иркутск — 24 сентября 1986 г., Ленинград) — советский востоковед, историк-иранист, специалист по истории Ирана XIII—XIV вв., кандидат исторических наук, научный сотрудник Института востоковедения АН СССР.

## Биография
Аврора Ивановна Фалина родилась 15 декабря 1933 г. в Иркутске в семье военного. Семья часто переезжала. В 1941—1944 гг. училась в Ярославском государственном педагогическом институте, затем в МГУ им. М. В. Ломоносова. Окончив восточное отделение исторического факультета МГУ в 1947 г., поступила в аспирантуру. В 1951 г. под руководством Б. Н. Заходера защитила кандидатскую диссертацию «Государство Ильханов как этап развития феодализма на Ближнем и Среднем Востоке».
В 1950 г. была принята на работу в Институт востоковедения АН СССР. Занималась секретарской и организационной работой при создании Сектора Ирана, руководителем которого стал Б. Н. Заходер. Была ученым секретарем Сектора публикации памятников письменности Востока. Работала до 1983 г.

## Научная деятельность
Основная область научных интересов — история Ирана XIII—XIV вв., источниковедческий и историографический аспекты исследования «Переписки» Рашид ад-Дина.
В центре исследовательской работы находилась «Переписка» ученого и министра Ильханов Рашид ад-Дина. Этот исторический памятник дает информацию о политике, экономике и социальном строе государств на Ближнем и Среднем Востоке конца ХIII — начала XIV в., позволяет лучше узнать материальную культуру этого периода. Анализируя хозяйственные на страницах этого памятника — о делах и владениях самого Рашида, о делах государевых и государственных, можно понять особенности ведения хозяйства, сбора налогов, приобретения, заготовки и присылки тех или иных припасов и продуктов в государстве Ильханов.
Не остается без внимания исследователя и сама личность Фазлаллаха Рашид ад-Дина, и его научные интересы. А. И. Фалина изучает его работы, посвященные естественным наукам, поскольку гуманитарная сфера была для него вторичной (к ней он обратился в конце жизни по приказу сперва Газан-хана, а затем султана Олджайту). Занятия медициной он практиковал всю жизнь, возможно, унаследовав знания от отца. До его возвышения в 1298 г. о его биографии почти ничего не известно, поэтому вопрос был ли он профессиональным врачом остается дискуссионным.
А. И. Фалина также занималась персидской и арабской географией, средневековой иранской письменностью, проблемами истории Ирана XIII—XIV вв. (реформами Газал-хана). Участвовала в описании восточных рукописей в фондах Государственной библиотеки им. Ленина. Переводила и комментировала персидский памятник, работу Камдаллаха Казвини «Нузхат ал-Кулуб». Последняя работа осталась неоконченной и неизданной.

## Основные работы
- Реформы Газан-хана (XIII — начало XIV вв.) // Ученые записки ИВ АН. Т. 17. М., 1959. С. 51-76.
- Изучение Рашид ад-Дина в СССР. М.: Наука, 1960 11 с.
- Ближний и Средний Восток: Сборник статей: Посвящ. памяти Б. Н. Заходера / под ред. А. И. Фалиной. М.: Изд-во вост. лит., 1962. 187 с.
- Иран в конце XVII — начале XVIII в. Хрестоматия по новой истории / сост. А. И. Фалина. Т. 1. 1640—1815. М., 1963. С. 493—517.
- Из истории переписки Рашид ад-Дина // Central Asiatic Journal. 1970. Vol. 14. № 1-3. Р. 118—124.
- Рашид ад-Дин. Переписка / пер., введ. и коммент. А. И. Фалиной. М.: Наука, 1971. 497 с.
- Термин «акче» у Рашид ад-Дина // Письменные памятники Востока. Историко-филологические исследования. Ежегодник 1970. М.: Наука, ГРВЛ, 1974. С. 193—203.
- Рашид ад-Дин — врач и естествоиспытатель (По материалам «Переписки» Рашид ад-Дина) // Письменные памятники Востока. Историко-филологические исследования. Ежегодник 1971. М.: Наука, ГРВЛ, 1974. С. 127—142.
- «Переписка» Рашид ад-Дина как источник по истории материальной культуры // Письменные памятники Востока. Историко-филологические исследования. Ежегодник 1972. М.: Наука, ГРВЛ, 1977. С. 79-85.
- Рашид ад-Дин // Историография Ирана нового и новейшего времени. М., 1989. С. 156—176[2].